# أهنغر محلة (غرغان)
أهنغر محلة (بالفارسية: آهنگرمحله) هي قرية تقع في غلستان في إيران. يقدر عدد سكانها بـ 1,997 نسمة .